# Heuem
Heuem is een gehucht in Lommersweiler, deelgemeente van de stad Sankt Vith in de Belgische provincie Luik.
Het gehucht ligt meer dan zeven kilometer ten noordoosten van het dorpscentrum van Lommersweiler en achter kilometer ten oosten van het stadscentrum van Sankt Vith. Heuemligt met de gehuchten Setz, Atzerath en Mackenbach in het dal op de noordelijke oever van de Our, op een noordoostelijke uitloper van het grondgebied van Lommersweiler. Heuem ligt minder dan twee kilometer ten westen van het dorp Schönberg.

## Geschiedenis
Op de Ferrariskaart uit de jaren 1770 is hier een dorpje Heyn weergegeven, op de noordelijke valleihelling van de Our die hier toen de grens vormde tussen het Hertogdom Luxemburg, waarin Heuem lag, en het Keurvorstendom Trier.
Op het eind van het ancien régime, toen tijdens de Franse bezetting eind 18de eeuw de gemeenten werden gecreëerd, werd het gehucht ondergebracht in de gemeente Lommersweiler. Na de Franse bezetting ging het gebied naar Pruisen.
Na de Eerste Wereldoorlog werd de plaats met de Oostkantons bij België aangehecht.
Bij de gemeentelijke fusies van 1977 kwam Heuem met Lommersweiler bij de gemeente Sankt Vith.

## Verkeer en vervoer
Heuem ligt aan de N626 tussen Sankt Vith en Schönberg.
Deelgemeenten: Crombach · Lommersweiler · Recht · Sankt Vith · Schönberg

Overige kernen: Alfersteg · Amelscheid · Andler · Atzerath · Breitfeld · Eiterbach · Emmels (Nieder-Emmels · Ober-Emmels) · Galhausen · Heuem · Hinderhausen · Hünningen · Mackenbach · Neidingen · Neubrück · Neundorf ·  Rödgen · Rodt · Schlierbach · Setz · Steinebrück · Wallerode · Weppeler · Wiesenbach

Belgische gemeenten · Duitstalige Gemeenschap · Arrondissement Verviers · Luik · Wallonië